# Salvador Quishpe
Salvador Quishpe Lozano (Zamora, 15 de marzo de 1971) es un político ecuatoriano militante de Pachakutik que fue prefecto de Zamora Chinchipe; durante su gestión se ha convertido en una figura del movimiento indígena por su fuerte oposición a las políticas de la presidencia de Rafael Correa, llegando a ser precandidato de su partido para las elecciones presidenciales de 2017.

## Biografía
Nació el 15 de marzo de 1971 en el sector de Piuntza de la parroquia Guadalupe, cantón Zamora, provincia de Zamora Chinchipe. Sus padres son Manuel Asunción Quishpe y María Francisca Lozano Gualán, ambos de origen Saraguro.
Es militante del Movimiento de Unidad Plurinacional Pachakutik. Ha desempeñado diversos cargos como dirigente de la Federación de Saraguros de Zamora Chinchipe. Fue presidente de la Ecuarunari, asesor del Consejo provincial de Cotopaxi, dirigente de la coordinación política de la CONAIE. Representó a la provincia de Zamora Chinchipe en dos ocasiones como diputado en el año 2003 y 2007. Durante ese tiempo fue acusado de nepotismo y peculado, teniendo 19 procesos judiciales en su contra.
Entre 2009 y 2019 ocupó el cargo de prefecto de Zamora Chinchipe, durante suadministración sostuvo una posición crítica al gobierno de Rafael Correa, formando y dirigiendo protestas contra el régimen, en las que se incluye la marcha indígena hacia Quito contra la minería del 2012.
En 2021 encabeza la lista de asambleístas nacionales del Movimiento de Unidad Plurinacional Pachakutik, resultando electo en las elecciones legislativas del 7 de febrero de 2021, volviendo a ocupar una curul después de 14 años de su paso por el extinto Congreso Nacional.